# Застёжка-змейка

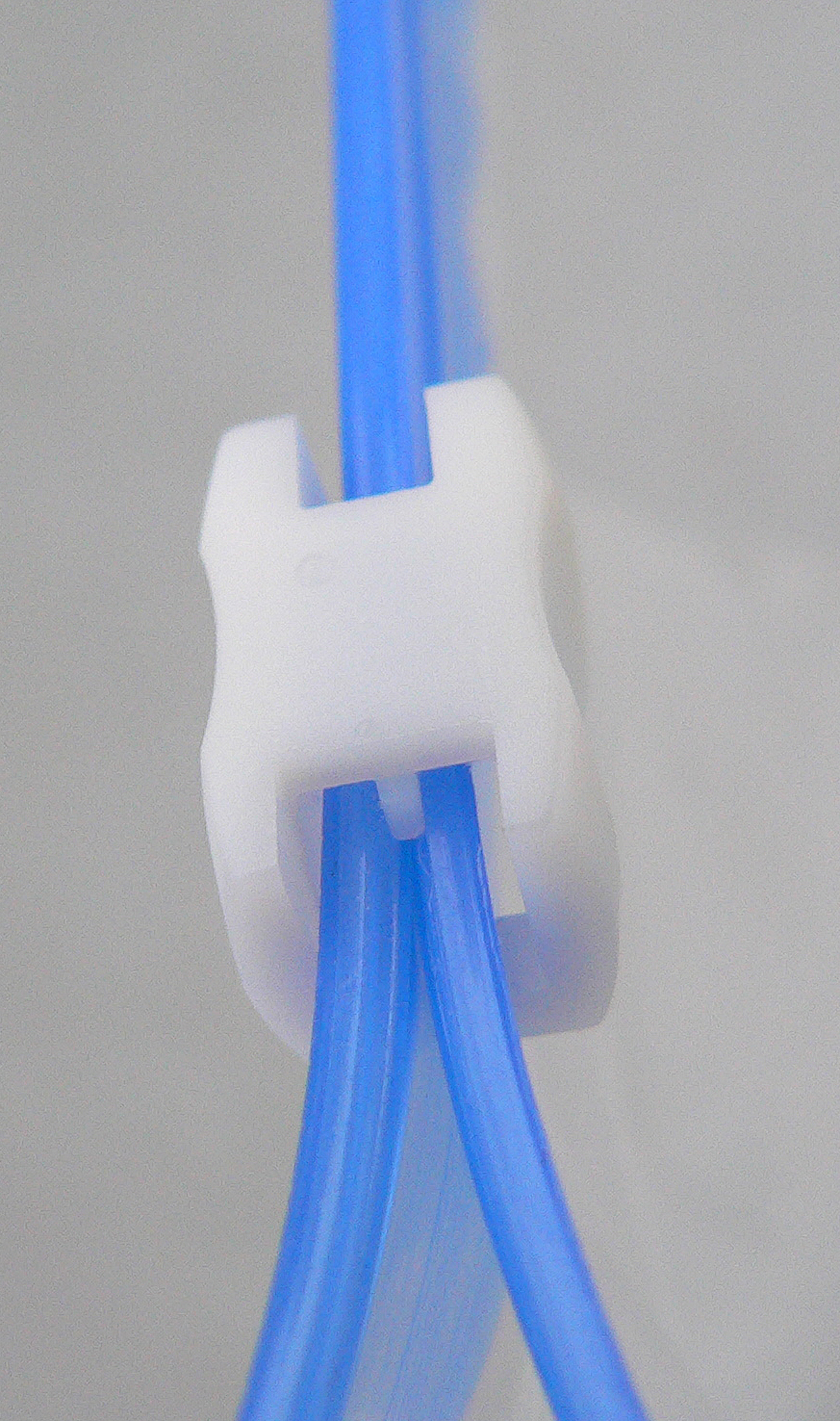

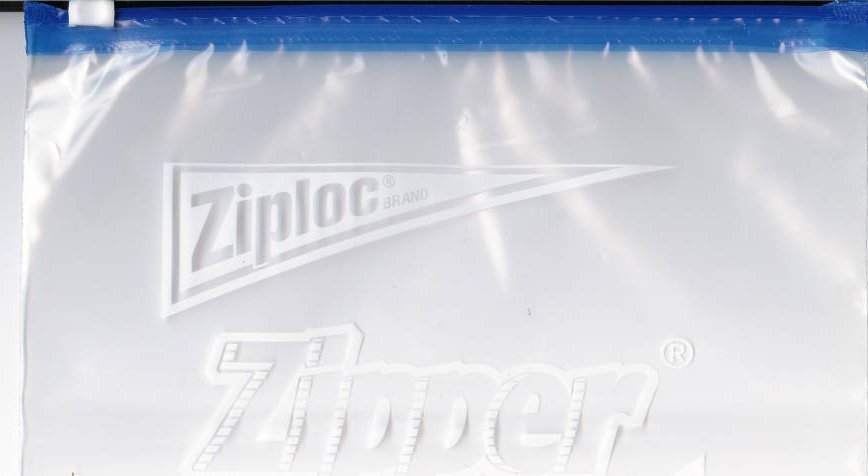
Пластиковый пакет с застёжкой-змейкой

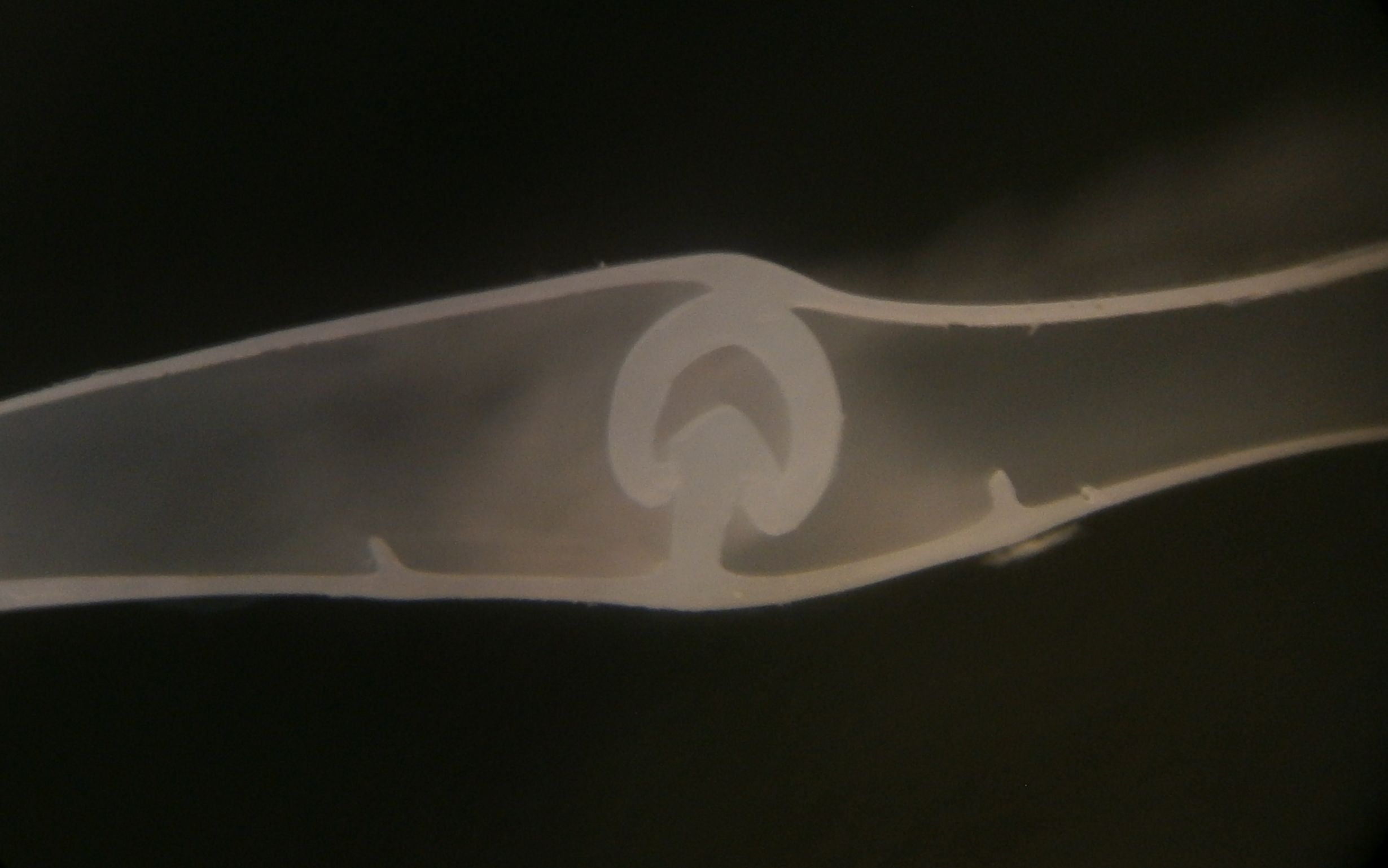
Поперечное сечение застёжки (в застёгнутом положении). Одна половина — валикообразного профиля, ответная часть — подковообразного профиля

Застёжка-змейка (или замок-змейка) — разновидность застёжки, принципом действия напоминающая упрощённую застёжку-молнию. В отличие от «молнии» обеспечивает соединение «внахлёст», а не встык. Отличается плавным движением слайдера (ползунка), поскольку не имеет зубцов, а соединение и разъединение обеспечивается вдавливанием одной из направляющих специального профиля, выполненных из гибкого материала (как правило, пластмассы) в другую.
Благодаря отсутствию зубцов «змейка» дешевле и проще в изготовлении и реже выходит из строя, чем «молния», но практически неремонтопригодна и выдерживает меньшее усилие на разрыв. Эта застёжка в основном нашла применение в канцелярском деле, а с недавнего времени (ориентировочно 1980—1990-е гг.) получила широкое распространение при изготовлении дешёвых сумок, бумажников и прочих галантерейных товаров. Кроме того, возможно использовать такую застёжку без бегунка.